# Guillermo Mora
Guillermo Mora Pérez (Alcalá de Henares, 1980) es un artista plástico español.

## Biografía
Guillermo Mora se licenció en bellas artes en 2006 por la Universidad Complutense de Madrid, continuando su formación en 2007 en la School of the Art Institute of Chicago como becario. En 2009 finalizó un Master Oficial en Arte Contemporáneo por la Universidad Europea de Madrid. Entre 2011 y 2014 realizó el Programa Oficial de Posgrado de la Universidad Complutense de Madrid, y el Programa de Formación del Profesorado Universitario del Ministerio de Educación. Y en 2016 completó el International Studio & Curatorial Program de Nueva York.
Es un artista visual multidisciplinar, tanto en escultura como en pintura, de estilo abstracto con singulares juegos de color, formas, materiales y espacios. Sus obras se exponen colecciones nacionales e internacionales como la The Caldic Collection del Museo Voorlinden (Holanda), The Margulies Collection at the Warehouse de Miami (EE. UU.), la Colección La Caixa, el Museo CA2M de Madrid y la Colección DKV.
Entre sus exposiciones individuales destacan:
- 2022: "Un puente donde quedarse". Sala Alcalá 31, Madrid.[6]
- 2021: "A day with you", Irène Laub Gallery, Bruselas.
- 2019: "Horizontal con Miquel Mont". Tabacalera, Madrid.
- 2017: "Los fondos remontan". Galería Moisés Pérez de Albéniz, Madrid.
- 2016: "El escritorio circular con Teresa Solar". La Panera, Lérida.
- 2013: "No A Trio A con Pia Camil". La Casa Encendida, Madrid.
- 2009: "De un soplo". Casa de la Entrevista, Alcalá de Henares.

## Publicaciones
Entre sus publicaciones destacan:
- Un paseo entre el dibujo, la pintura y un más allá. Madrid: Editorial	Consejería de Cultura, Deporte y Turismo; 2009.
- Forest. Alicante: Concejalía de Juventud; 2006.

## Reconocimiento
Su trabajo ha sido galardonado con diferentes premios:
- 2006: Primer Premio “XXX Premio Nacional de Pintura Enrique Ginestal”. Talavera de la Reina.
- 2007: Premio Extraordinario de Licenciatura en Bellas Artes. Universidad Complutense de Madrid.
- 2007: Primer Premio Nacional de Fin de Carrera. Ministerio de Educación.
- 2007: Primer Premio “XXXVIII Premio Ciudad de Alcalá de Pintura”. Alcalá de Henares.
- 2008: Premio-Adquisición X Certamen de Artes Plásticas CEC. Cádiz.
- 2013: Premio Generación 2013, Proyectos de arte Caja Madrid.
- 2014: Premio “Artista revelación 2013”, Premios RAC, Reconocimientos del Arte Contemporáneo, IAJ.
- 2014: Premio Audemars Piguet a la producción de una obra de arte, ARCO’14. Madrid.
- 2015: Premio Pintor Emergente, del "Premio de Pintura Pepe Estévez". Jerez de la Frontera.
- 2017: Premio Comunidad de Madrid, Estampa 2017.
- 2017: Primer Premio “Premio Ankaria al libro de artista”, Fundación Ankaria.
- 2019: Premio adquisición IX Bienal de Artes Plásticas Rafael Botí. Córdoba.
- 2020: Premio Adquisición XXIII Certamen Artes Plásticas El Brocense. Diputación de Cáceres.
- 2021: Premio Colección SÛ, Beca ACT Programme (Londres), Estampa 2021.
- 2021: Premio Colección Artillería, Estampa 2021.
- 2021: Premio-Adquisición XIV Certamen Fundación Unicaja de Artes Plásticas. Málaga.